# Cloche de l'église de Breuil-la-Réorte
La cloche de l'église Saint-Pierre-ès-Liens à Breuil-la-Réorte, une commune du département de la Charente-Maritime dans la région Nouvelle-Aquitaine en France, est une cloche de bronze datant de 1788. Elle a été classée monument historique au titre d'objet le 22 avril 1942. 
Inscription : « J'AI ETE BAPTISEE A LA GLOIRE DE DIEU, L'AN 1788 NOMMEE HENRIETTE ALEXANDRINE. PARRAIN MESSIRE JACQUES HENRI DE CALAIS DE FAVANT, MARRAINE DEMOISELLE MARIE ALEXANDRINE DE LA LAURENCIE ».